# Hanter-dro
Ein Hanter dro (bret: Halbe Drehung) ist ein bretonischer Reihen- oder Kreistanz. Er steht im 4/4- oder 2/4-Takt, aber er wird auch im oft im 3/4- oder 3/8-Takt geschrieben. Der Hanter-dro entwickelte sich aus dem Branle der Renaissance. Aus dem Hanter-Dro entwickelten sich die Ridèes und Laridés, welche den Hanter-Dro fast verdrängten.

## Verbreitung
Als Ursprung des Hanter Dro wird die Gegend um Vannes angesehen.

## Entwicklung
Der Hanter Dro entwickelte sich aus den Branles der Renaissance. Zur Mitte des 10. Jahrhunderts entwickelte sich aus dem Hanter Dro die schwungvolleren Ridées. Die Jugend zog die Ridees dem Hanter Dro vor, so dass sie den Hanter Dro fast verdrängten.
Für die Armhaltung waren zwei Varianten verbreitet, die des Pilé-menu, bei denen die Männer die Hände vor dem Bauch zusammen hielten und die Frauen sich einhängten und die Armhaltung der Gavotte, wo der rechte Arm über den linken Arm des Nachbars gelegt wurde. Heute wird ausschließlich die Gavotte-Form verwendet.

## Ausgangsposition
Die Tänzer stehen in einer Reihe, Seite an Seite mit Unterarmfassung. Die Unterarme werden waagrecht nach vorne gehalten und werden über den Unterarm des Nachbarn gehalten. Die Hand des Nachbartänzers wird komplett fest gehalten. In der Regel legt ein Tänzer seinen rechten Arm über den linken Arm seines rechten Nachbars. Umgekehrt legt der Tänzer seinen linken Arm unter den rechten Arm seines linken Partners ("Rechts-über-Links"). Je nach Situation kann von dieser Regel aber abgewichen werden.

## Grundschritt

Grundschritt Hanter dro

Branle Double nach links = Links-seit Rechts-ran Links-seit Rechts- leicht und unbelastet in der Luft nachstellen (kein kicken oder vorschwingen) – als ob der Fuß eine Pause macht 
Branle Simple nach rechts = Rechts-seit, Links leicht und unbelastet in der Luft nachstellen (kein kicken oder vorschwingen) – als ob der Fuß eine Pause macht 
Der Branle double nach links wird deutlich nach links getanzt.
Der Branle simple nach rechts wird einen halben Schritt nach hinten gesetzt. Der rechte Fuß wurde im vorherigen Schritt herangeholt und wird dann nur einen halben Schritt nach hinten gesetzt. Der Fuß wird nicht nach rechts gesetzt.

## Armbewegung
Die Tänzer halten sich an den Armen fest und führen keine Armbewegung aus.

## Varianten

### Hanter dro Klamm
Am Ende eines musikalischen Turnus, setzt die Musik für einen Takt aus. In dieser Pause machen alle Tänzer einen Sprung in die Hocke und schreien dabei hey.

### Hanter dro mod Alre
Der Hanter dro mod Alre ist eine Zwischenform zwischen dem Hanter dro und dem An Dro. Die Schritte sind identisch zum Hanter dro, allerdings wird eine Armbewegung verwendet, die ähnlich zum An Dro ist.
Die Tänzer fassen sich am kleinen Finger durch, auch mittlerer oder Zeigefinger können verwendet werden.
Im ersten Takt mit dem Branle Double links (drei kleine Schritte nach links) werden die Arme genau wie beim An Dro in einer Schleife nach oben bewegt.
Im zweiten Takt mit einem einfachen Schritt auf rechts werden die Arme in gerader Bewegung nach unten genommen.